# Consuelo Frank
Consuelo Frank est une actrice mexicaine née le 25 avril 1912 à Arteaga (Coahuila) (Mexique), décédée en 1991 à Mexico.

## Filmographie

### Comme actrice
- 1929 : La Boda de Rosario de Gustavo Sáenz de Sicilia
- 1935 : Tierra, amor y dolor de Julián S. González et Ramón Peón : La esposa
- 1935 : Clemencia (cy) de Chano Urueta : Clemencia
- 1935 : Monja casada, virgen y mártir de Juan Bustillo Oro : Doña Blanca de Mejía
- 1935 : Sueños de amor de José Bohr : María, condesa d'Agoull
- 1935 : La Familia Dressel (en) de Fernando de Fuentes : Magdalena
- 1935 : Rosa de Francia de José López Rubio et Gordon Wiles : Isabel de Farnesio
- 1936 : El Calvario de una esposa de Juan Orol : Inès
- 1937 : El Superloco de Juan José Segura : Margarita
- 1937 : Nostradamus de Juan Bustillo Oro et Antonio Helú : Florisa de Roncherolle
- 1937 : ¡Ora Ponciano! de Gabriel Soria : Rosario
- 1938 : La Tierra del mariachi (de) de Raúl de Anda et Roberto Gavaldón : Isabel
- 1938 : Un Viejo amor de Luis Lezama : Lola
- 1939 : El Indio (en) d'Armando Vargas de la Maza : María
- 1939 : Caballo a caballo de Juan Bustillo Oro : Marta
- 1939 : Una Luz en mi camino de José Bohr : María
- 1940 : Herencia macabra de José Bohr : Rosa
- 1942 : Los Dos pilletes d'Alfonso Patiño Gómez
- 1942 : Le Comte de Monte-Cristo (El conde de Montecristo) de Roberto Gavaldón et Chano Urueta : Condesa Mercedes de Morcef
- 1942 : Les Trois Mousquetaires (Los Tres mosqueteros) de Miguel M. Delgado
- 1943 : El Padre Morelos de  Miguel Contreras Torres
- 1943 : Cristóbal Colón de José Díaz Morales : Reina Isabel la Católica
- 1943 : El Rayo del sur (en) de  Miguel Contreras Torres : María Antonia Morelos
- 1947 : La Malagueña d'Agustín P. Delgado : Adoración
- 1952 : Le Martyr du calvaire (El Mártir del Calvario) de Miguel Morayta : María Madre
- 1953 : Las Tres perfectas casadas de Roberto Gavaldón
- 1958 : Ay... Calypso no te rajes! de Jaime Salvador
- 1958 : Fiesta en el corazón de Jaime Salvador
- 1958 : El Látigo negro de Vicente Oroná
- 1958 : El Misterio del látigo negro de Vicente Oroná
- 1958 : Ama a tu prójimo (es) de Tulio Demicheli : Mamá de Sonia
- 1959 : Mi niño, mi caballo y yo de Miguel M. Delgado
- 1959 : El Ánima del ahorcado contra el latigo negro de Vicente Oroná et Jesús Marín
- 1959 : La Reina del cielo de Jaime Salvador : Josefa
- 1960 : Verano violento de Alfonso Corona Blake
- 1960 : La Nave de los monstruos (en) de Rogelio A. González : Leader of the Space Women
- 1960 : La Sombra en defensa de la juventud de Jaime Salvador
- 1960 : Macario de Roberto Gavaldón
- 1960 : Las Tres coquetonas  de Jaime Salvador : Tía Clotilde
- 1960 : Dos maridos baratos de Jaime Salvador
- 1961 : Los Laureles de Jaime Salvador
- 1963 : La Sombra blanca de Fernando Fernández
- 1964 : El Espadachín d'Arturo Martínez
- 1964 : Así amaron nuestros padres de Juan Bustillo Oro
- 1964 : Me llaman el cantaclaro de Jaime Salvador
- 1965 : Rateros último modelo de Fernando Cortés
- 1965 : Especialista en chamacas (es) de Chano Urueta
- 1966 : Fuera de la ley de Raúl de Anda Jr.
- 1966 : La Mano que aprieta de Alfredo B. Crevenna et Tito Novaro : Sra. Sanchez-Peña
- 1966 : El Cachorro d'Arturo Martínez
- 1966 : Nosotros los jóvenes de Roberto Rodríguez : Madre superiora
- 1966 : El Temerario d'Arturo Martínez
- 1966 : Los Jinetes de la bruja de  Vicente Oroná : Doña Eulalia Henestrosa
- 1967 : Las Amiguitas de los ricos (en) de Sara García
- 1967 : Si quiero de Raúl de Anda
- 1967 : Crisol d'Alberto Mariscal : Juana
- 1967 : Los Alegres Aguilares de Miguel Zacarías : Reverenda madre
- 1967 : Nuestros buenos vecinos de Yucatán d'Arturo Martínez : Mamá de Gloria
- 1967 : Los Hombres de Lupe Alvírez d'Arturo Martínez
- 1967 : Superman contre l'invasion des martiens (Santo el enmascardo de plata vs la invasión de los marcianos) d'Alfredo B. Crevenna
- 1967 : Tres mil kilómetros de amor d'Agustín P. Delgado : Madre superiora
- 1968 : Santo el enmascarado de plata vs los villanos del ring d'Alfredo B. Crevenna : Doña Teresa Ramos
- 1968 : La Ley del gavilán de Jaime Salvador : Doña Amanda
- 1968 : Esta noche si de José Díaz Morales
- 1968 : El Caudillo d'Alberto Mariscal : Doña Carmen
- 1968 : Corazón salvaje de Tito Davison
- 1968 : La Puerta y la mujer del carnicero (es) de Luis Alcoriza
- 1969 : Encadenados (série TV)
- 1969 : Aventuras de Juliancito d'Alberto Mariscal : Madre de Luis
- 1969 : El Hombre de negro de Raúl de Anda : Mrs. Williams
- 1969 : Tout pour rien (Todo por nada) d'Alberto Mariscal : Teresa
- 1969 : Trampas de amor de Tito Novaro : Mamá de Mauricio (segment "Yvonne")
- 1970 : La Hermanita Dinamita de Rafael Baledón : Enfermera
- 1970 : El Pueblo del terror de René Cardona : Doña Remedios
- 1971 : La Chamuscada d'Alberto Mariscal
- 1971 : Furias bajo el cielo
- 1971 : Mama Dolores de Tito Davison : Consuelito, directora carcel
- 1971 : La Hora desnuda de José Díaz Morales
- 1972 : Sucedió en Jalisco de Raúl de Anda : Tía Enedina
- 1972 : Muñeca reina de Sergio Olhovich : Doña Consuelo
- 1972 : Hay ángeles sin alas de Raúl de Anda hijo
- 1973 : Cartas sin destino (série TV)
- 1973 : ¡Quiero vivir mi vida! de Raúl de Anda hijo : madre de Ana Luisa
- 1973 : El Amor tiene cara de mujer de Tito Davison : Madre superior
- 1974 : El Hijo del pueblo de René Cardona : Madre de Ofelia
- 1974 : Adorables mujercitas de José Díaz Morales
- 1975 : Un Mulato llamado Martín
- 1976 : El Rey de Mario Hernández : Madre superior
- 1977 : Corazón salvaje (série TV) : Sister María Inés de la Vonception
- 1977 : Volver, volver, volver de Mario Hernández : Dona Maria
- 1980 : Mystère (Misterio) de Marcela Fernández Violante
- 1981 : Extraños caminos del amor (série TV) : Elisa
- 1982 : Retrato de una mujer casada : Doña Cecilia
- 1984 : Los Años felices (série TV) : Ruperta
- 1985 : Golondrina presumida d'Eric del Castillo
- 1987 : Victoria (série TV) : Doña Gabriela
- 1988 : Monte Calvario (série TV) : Rosario